# Ёсимото, Такааки
Такааки Ёсимото (яп. 吉本 隆明 Ёсимото Такааки, 25 ноября 1924 года — 16 марта 2012 года) — японский литературный критик, поэт, публицист и философ-марксист; одна из ключевых фигур «Новых левых». Отец писательницы Банана Ёсимото и мангаки Ёико Харуно.

## Биография
Такааки Ёсимото родился 25 ноября 1924 года в Токио (квартал Цукисима района Тюо). Его семья переехала из Кумамото, где отец занимался арендой лодок. В подростковые годы Такааки увлекался литературой (в частности, работами Кэндзи Миядзавы и Котаро Такамуры), начал писать стихи. После войны Ёсимото увлекся идеями марксизма.
В 1947 году Такааки закончил Токийский технологический институт со степенью по электрохимии. В 1950 году Ёсимото проводит студенческое исследование в области промышленности, а с 1952 года работает в Токийской промышленной компании (англ. Tokyo Ink Manufacturing Company Ltd.).
В то же время Ёсимото продолжает заниматься литературой. Он выигрывает премию начинающих поэтов Apechi, пишет критические статьи о творчестве Котаро Такамуры, публикует свои первые работы (Dialogue with Particularity и Десять уроков для изменения должности).
В 1949 году, в возрасте 25 лет, он опубликовал «Различные заметки о методе Ламбука или Карла Маркса» в журнале «Поэзия и культура». В ней он писал: «Предположение Маркса о том, что сознание есть не что иное, как сознательное существование, включает в себя обратное предположение, что существование не может быть сознательным существованием без сознания» и «Существенный смысл такого искусства вступает в противоречие с основным принципом так называемого материалистического исторического взгляда Маркса. В анализе смысла этого столкновения я хочу раскрыть форму общей инверсии всей поэтической и непоэтической мысли».
В феврале 1954 года он был награждён премией «Новичок Араки» и, как член клуба, присоединился к «Собранию поэзии Араки», возглавляемому Нобуо Аюкавой и другими. В июне того же года он опубликовал статью «Этика бунтарства — пробный очерк о книге Макиавелли» (переименованную в «Пробный очерк о книге Макиавелли») в первом выпуске «Современного обозрения», а второй выпуск вышел в декабре. Именно здесь он впервые использует то, что впоследствии станет известным как термин «абсолютность отношений».
Между 1956 и 1960 годами между ним и Ханадой Сэйки разгорелся жаркий спор. Обмен мнениями, начавшийся с теории о военной ответственности литературных деятелей и закончившийся выходом Ханады из дебатов о политике и художественных течениях, сильно намекал на победу Ёсимото. Исода Коити в своем эссе «Ёсимото Такааки Рон (Метод Ёсимото Такааки)» (1971) пишет: "Для меня самого моя убежденность в том, что этот спор был одним из самых важных в истории послевоенной литературы, нисколько не изменилась. Он утверждает, что «самые фундаментальные понятия, такие как „ответственность“, „поворот“, „политика“ и „идеология“, неизбежно подвергаются сомнению через столкновение двух личностей».
В 1960 году, через пятнадцать лет после окончания войны, Такааки Ёсимото выступает в поддержку движения против ANPO (договора о взаимодействии и безопасности между США и Японией), и 15 июня в рамках Ассамблеи Национального парламента выступает с докладом в поддержку «Дзэнгакурэн» — коммунистической лиги студентов-новых левых. Вместе с критиком Такэо Окуно, поэтом Такаюки Киёокой и писателем Тосио Симао Такааки основал журнал «Современная критика» (яп. 現代評論).
В 1962 году, после выхода антисталинистской работы Конец ложной системы, построенной, по мнению советской бюрократии, на «антимарксистской платформе», Ёсимото становится весьма популярным в среде леворадикальных студентов и интеллектуалов. Его называют «Гигант идей», «Гигант знаний».
В 2003 году Такааки Ёсимото получил премию Хидэо Кобаяси за работу «Читая Нацумэ Сосэки».
Умер от пневмонии 16 марта 2012 года.